# Томпсон, Кэппи
Кэтрин (Кэппи) Томпсон (англ. Cappy Thompson; 22 января 1952, город Алегзандрия, штат Виргиния) — современная американская художница по стеклу, создающая мифологические образы в технике расписного витража в диапазоне от небольших расписных ваз до монументальных витражных панно в общественных интерьерах; работает также в керамике. Регулярно проводит мастер-классы росписи по стеклу.
Как мастер витражной росписи, Кэппи Томпсон опирается на традиции средневековой живописи. Сюжеты её работ — мифопоэтические повествования в красках. Она работает в нескольких жанрах: создаёт витражные росписи на плоском стекле, близкие по форме к станковой живописи; расписывает жанровыми сценами керамические блюда. Наиболее оригинальный вклад художника — роспись прозрачными красками по внутренней поверхности сосуда из стекла. Работы Кэппи Томпсон представлены в собраниях многих музеев мира.
С 1984 года живёт и работает в городе Сиэтл, штат Вашингтон.

## Ранние годы
Кэппи Томпсон закончила Колледж «Эвергрин Стейт» (так называемого «Вечнозелёного штата» Вашингтон) в 1976 году. С этого же времени профессионально занимается художественным стеклом и керамикой.

## Начало карьеры
Творческий путь Кэппи Томпсон многие годы связан со штатом Вашингтон на севере тихоокеанского побережья США.
Первоначальное художественное образование она получила в 1970—1971 гг. в англ. Файрхэвен колледже, в г. Беллингхэм, на северо-западе штата Вашингтон, на берегу залива Пьюджет-Саунд. В 1976 году закончила бакалавриат в Колледже Вечнозелёного штата города Олимпия (штат Вашингтон), где изучала живопись и рисунок. К 1975-му году относятся её первые опыты с художественным стеклом.
В 1984 году Кэппи Томпсон переезжает в город Сиэтл, и работает в Школе стекла Пилчак (англ.) (слово «Pilchuck», на языке местных салишских племён означает «Красная река»). Школа Пилчак знаменита своим кампусом, основанным в 1971 году Дейлом Чихули близ городка Стэнвуд в 50-ти км к северу от Сиэтла и включающим мастерские по обработке стекла. Кампус расположен у северных отрогов Каскадных гор, здесь ежегодно (с мая по сентябрь) проводятся летние программы для начинающих и опытных художников со всего мира.
Именно здесь Кэппи Томпсон открывает для себя возможности живописи, нанесённой специальными красками на внутреннюю поверхность стеклянной вазы. Вскоре её первые опыты вознаграждены престижной премией Станислава Либенского (Stanislav Libenský Award (англ.)). Технология, используемая художником, восходит к традициям Готического витража. Предварительно на стекло наносится чёрно-белый рисунок (с последующим его обжигом). Затем производится заливка разноцветными красочными составами прозрачных участков стекла внутри нанесённых контуров. Этот новый слой также подвергается обжигу.

## «Собирая свет» / «Gathering The Light» 2003
В постоянной экспозиции англ. Музея стекла (MOG) города Такома, штат Вашингтон, в главном холле находится монументальная (345 х 450 см.) роспись по стеклу Кэппи Томпсон «Собирая свет» / «Gathering The Light», 2003. Панно содержит в себе историю и мифологию развития стеклодувного искусства.
MOG поощряет развитие разнообразных техник художественной обработки стекла на Северо-Западе США, налаживает сотрудничество художников по стеклу и коллекционеров. Здесь организованы регулярные демонстрации действующего стеклодувного цеха, где мастера создают работы прямо у жерла действующей печи. Вокруг амфитеатром расположены места для зрителей.
Здание Музея замечательно своим 150-метровым англ. Стеклянным мостом.

## «Мне снились небесные животные» 2004

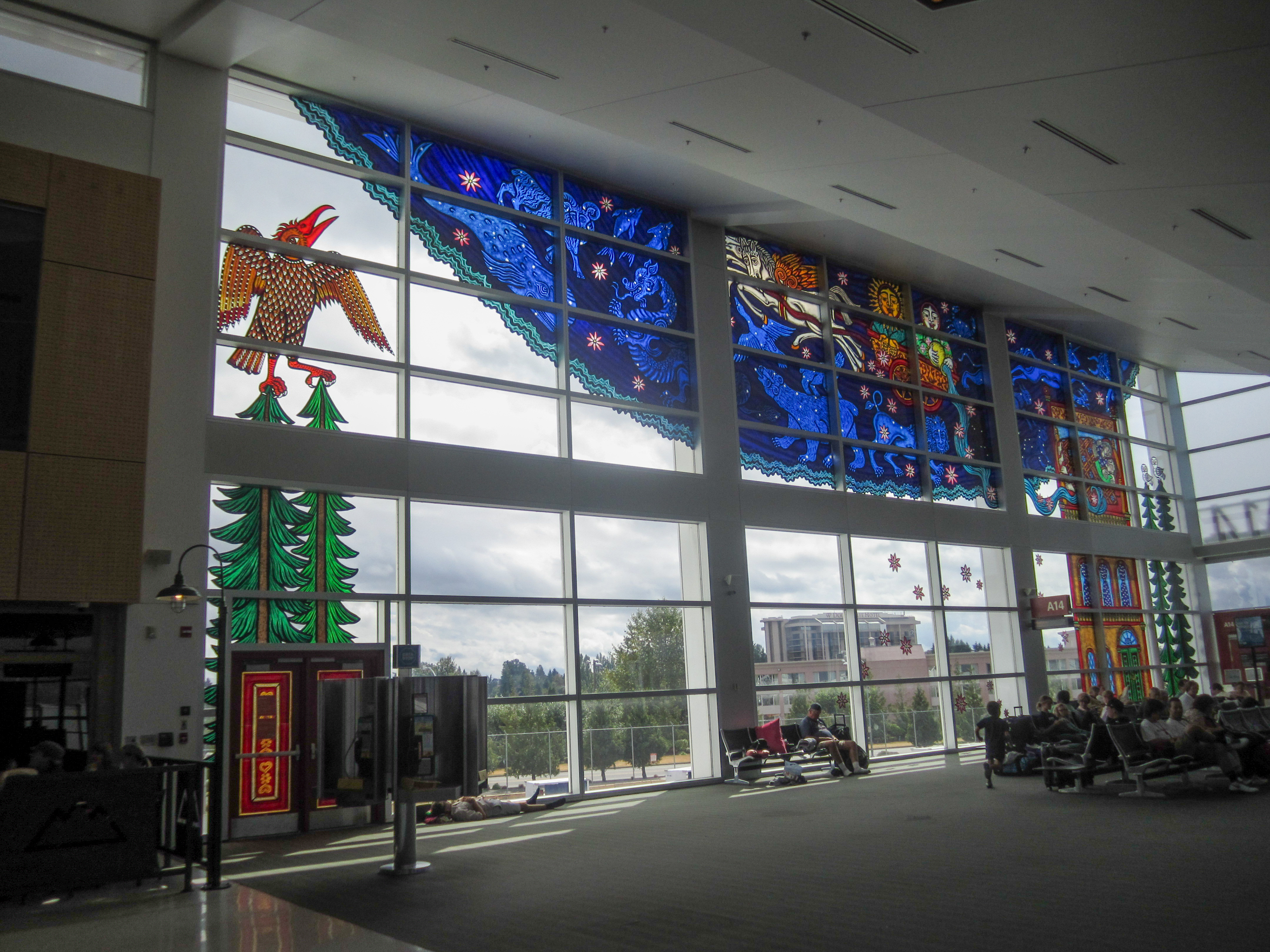
«Мне снились небесные животные» / «I Was Dreaming of Spirit Animals» 2004. Протяжённость витража 27 метров (Международный аэропорт Сиэтл/Такома, штат Вашингтон, США)

В 2004 году Кэппи Томпсон завершает работу над масштабным заказом для южного терминала международного аэропорта Сиэтла, штат Вашингтон. Композиция «Мне снились духи животных (Мне снились небесные животные)» общей площадью 270 квадратных метров похожа на гигантскую карту звёздного неба. Художник опирается на иконографию, близкую популярным лубочным картинкам XVI—XVIII веков. Сюжет построен вокруг спящей пары в высоком доме-башне. За ними на тёмно-синей дуге ночного неба предстают 17 животных, символизирующих созвездия Северного полушария. По небу мчится колесница, запряжённая крылатыми конями. В ней восседают Солнце и Луна; они сыплют звезды на спящих и путешествующих. Панно состоит из 50 вмонтированных в прямоугольную стальную конструкцию панелей, весом по 100 килограммов каждая. Автору потребовалось несколько лет экспериментировать в Германии с новыми материалами, разработанными фирмой (Derix Glasstudios), специализирующейся на витражах, чтобы успешно справиться с таким объёмом. Фирма Дерикс Гласстудиоз за свою полуторавековую историю усовершенствовала состав и технологию нанесения на стекло прозрачного, стойкого к вибрациям и перепадам температур красочного слоя (что особенно актуально для функционирующего аэровокзала). Готовые стёкла были досталены из Германии в Сиэтл через океан морским транспортом.

## Расписные вазы
Наибольший успех в карьере Кэппи Томпсон связан с её расписными вазами. Нанося краски на внутреннюю поверхность стеклянного сосуда, Томпсон соединяет, как минимум, три стилевые традиции:
- «рассказ в картинках», разработанный в древнегреческой вазописи,
- сказочно-эпические сюжеты средневековой живописи Ирана и Сирии, и
- приёмы литургической драмы, свойственные витражной живописи Средневековых соборов Европы.

В опубликованных интервью (англ.), авторских статьях (англ.) и видео-лекциях / 59 мин. (англ.) художница называет непременной частью своего творческого метода фигуративность и нарратив.
Форма многоцветного сферического сосуда, опоясанного сюжетно развивающимся изображением, имеет параллели с цикличностью мифа, с народной песней. Возможно поэтому сплав стилей и эпох в её вазах обретает такую органичность.

## Коллекции и музеи
Работы Томпсон можно видеть в постоянной коллекции Музея стекла Корнинга (англ.) (округ Стюбинг, штат Нью-Йорк); в англ. Американском музее ремёсел (Манхэттен, Нью-Йорк); в Музее современного искусства Хоккайдо, Япония.
Ряд её работ хранится в Смитсоновском институте; в Бостонском музее изящных искусств; в музеях Австралии (англ.), Швейцарии и Канады.